# John S. Davenport
John S. Davenport (* 12. Mai 1907 in Buffalo, New York; † 14. Juni 2001) war ein US-amerikanischer College-Professor, Numismatiker und Sachbuchautor. Die von ihm erarbeiteten Verzeichnisse großer Silbermünzen bilden seit Jahrzehnten die Standardreferenz für Taler und Crowns. Sein besonderes Interessengebiet waren die deutschen Taler.

## Leben
Davenport wurde in 1907 in Buffalo, New York, geboren. Seinen B.A. erhielt er 1928 von der Cornell University, seinen M.A. 1929 von der Harvard University. 1934 folgte ein PhD der University of North Carolina.
Als Professor für Englische Literatur war er von 1929 bis 1931 am Carnegie Institute of Technology in Pittsburgh und dann ab 1945 am Knox College in Galesburg, Illinois, tätig. Er ging 1972 in den Ruhestand und siedelte später nach Coral Gables, Florida, über. In den 1980er Jahren musste er nach Jahrzehnten starken Rauchens ein Kehlkopfmikrophon zur Verständigung nutzen.

## Werk und Wirken

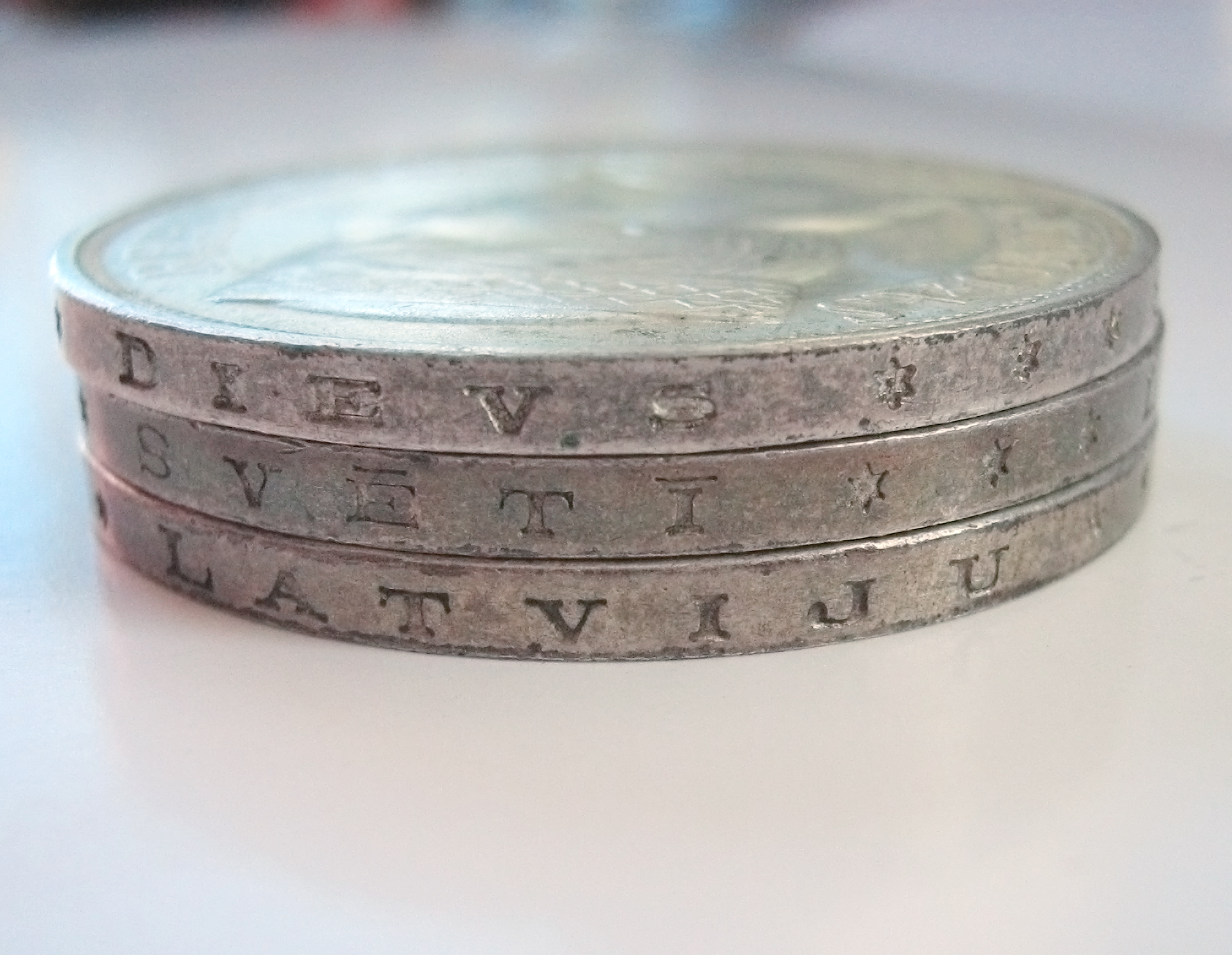
5-Lati-Münzen (1931): „Crown“ Nummer 214 bei Davenport

Davenport begann 1921 damit, Münzen zu sammeln. Den Anstoß zu den Veröffentlichungen über große Silbermünzen gab das Fehlen entsprechender englischsprachiger, aber auch neuerer deutschsprachiger Literatur zum Thema. In den 1940er Jahren begann er mit der Veröffentlichung von Münzverzeichnissen in Fachzeitschriften.
Im Jahre 1947 veröffentlichte er dann sein erstes Buch über große Silbermünzen: European Crowns since 1800. Bereits 1949 folgte German Talers since 1800. Mit Crown bezeichnet Davenport nicht nur die auch offiziell als Crown bezeichneten englischen Münzen, sondern alle dem Taler nach Größe und Silbergehalt ähnelnden non-Germanic coins of Europe. Er räumt ein, dass die Einteilung der einzelnen Münzen in Taler oder Crown etwas willkürlich sei – insbesondere weil die österreichischen Taler-Münzen im Crowns-Band gelistet werden. Davenport ergänzte diese beiden Bände kontinuierlich bis ins hohe Alter um weitere Bücher zum Thema.
Davenport schuf eine erste übergreifende Nummerierung fast aller bekannten Taler- und Crown-Münzen. Dieses Gesamtverzeichnis umfasst 10.063 Talermünzen und, davon gesondert gezählt, 8.899 Crowns.
Davenport korrespondierte mit vielen US-amerikanischen und europäischen Numismatikern (u. a. B. Max Mehl, Enno van Gelder, Gunther Probszt, Mark Salton, Wayte Raymond, Bernhard Koch, Richard S. Yeoman, Friedrich Wilandt, Wilhelm Jesse, Gert Hatz, Franco Panvini Rosati, Otto Mørkholm, Randolph Zander). Ein großer Teil seines schriftlichen numismatischen Nachlasses wird von der American Numismatic Society verwaltet.

## Ehrungen
1962 wurde er in die United States Assay Commission berufen, die für die offizielle staatliche Überprüfung der ausgebrachten Gold- und Silbermünzen zuständig war. Im Jahr 1988 wurde er in die „Hall of Fame“ der American Numismatic Association aufgenommen.